# Juan Carlos Báguena
Juan Carlos Báguena (Barcellona, 7 gennaio 1967) è un ex tennista spagnolo.

## Carriera
In carriera ha vinto un titolo di doppio, il Madrid Tennis Grand Prix nel 1990, in coppia con l'italiano Omar Camporese. Nei tornei del Grande Slam ha ottenuto il suo miglior risultato all'Open di Francia raggiungendo il secondo turno nel doppio nel 1995 e nel doppio misto nello stesso anno.

## Statistiche

### Doppio

#### Vittorie (1)
| Numero | Anno          | Torneo                           | Superficie  | Compagno       | Avversari in finale         | Punteggio     |
| 1.     | 6 maggio 1990 | Madrid Tennis Grand Prix, Madrid | Terra rossa | Omar Camporese | Andrés Gómez Javier Sánchez | 6-4, 3-6, 6-3 |

#### Finali perse (1)
| Numero | Anno           | Torneo               | Superficie  | Compagno     | Avversari in finale        | Punteggio     |
| 1.     | 16 giugno 1991 | ATP Firenze, Firenze | Terra rossa | Carlos Costa | Ola Jonsson Magnus Larsson | 6-3, 1-6, 4-6 |